# Vieira brooksi
Vieira brooksi är en insektsart som först beskrevs av C. Tauber 2006.  Vieira brooksi ingår i släktet Vieira och familjen guldögonsländor. Inga underarter finns listade i Catalogue of Life.